# Saccharomycopsis capsularis
Saccharomycopsis capsularis är en svampart som beskrevs av Schiønning 1903. Saccharomycopsis capsularis ingår i släktet Saccharomycopsis och familjen Saccharomycopsidaceae.   Inga underarter finns listade i Catalogue of Life.